# سیتاریتسه
سیتاریتسه صربی: Sitarice}} یک منطقهٔ مسکونی در صربستان است که در ناحیه کولوبارا واقع شده‌است.
 سیتاریتسه  ۱۷۸ نفر جمعیت دارد.